# Кунда (річка)
Кунда (ест. Kunda jõgi, рос. Кунда) — річка в Естонії, у Ляене-Вірумаа повіті.

## Опис
Довжина річки 69 км, найкоротша відстань між витоком і гирлом — 38,60 км, коефіцієнт звивистості річки — 1,79. Площа басейну водозбору 530 км².

## Розташування
Бере початок у селищі Роела. Спочатку тече переважно на північний захід через Рістікюла, Куліна. Біля села Кюті річка повертає на північний схід, тече через Аравусе і у селі Кирма повертає на північний захід. Далі тече через Ухтна і у місті Кунда впадає у бухту Кунда Фінської затоки (Балтійське море).
Притоки: Адара, Варуді, Малла (праві); Вооре, Ваекюла (праві).
У селі Сямі річку перетинає єврошляз Е20 (Таллінн — Нарва).

## Цікаві факти
- У селі Аравусе на лівому березі річки розташований пам'ятник Сірге Рудольфу (1904—1970) — естонський радянський письменник.[2]
- На відстані 4 км від гирла річки розташований замок Тоолсе.[3]